# Vandellia rivularis
Vandellia rivularis är en tvåhjärtbladig växtart som först beskrevs av Kerr och Euphemia Cowan Barnett, och fick sitt nu gällande namn av Fischer, Schäferhoff och Müller. Vandellia rivularis ingår i släktet Vandellia och familjen Linderniaceae. Inga underarter finns listade i Catalogue of Life.